# Felix Hoppe-Seyler
Ernst Immanuel Felix Hoppe-Seyler (Freyburg, 26 dicembre 1825 – Wasserburg, 10 agosto 1895) è stato un fisiologo e chimico tedesco.
Egli inizialmente studiò per diventare medico presso Halle e Lipsia e ricevette il dottorato in medicina a Berlino nel 1851. In seguito diventò assistente del patologo Rudolf Virchow presso l'Istituto di Berlino. Hoppe-Seyler preferì la ricerca scientifica all'esercizio della medicina e arrivò ad insegnare anatomia, chimica applicata e di chimica fisiologica a Greifswald, Tubinga e Strasburgo. A Strasburgo è stato capo del dipartimento di biochimica.
Considerato uno dei fondatori della biochimica, della chimica fisiologica e della biologia molecolare, il suo lavoro ha portato a progressi nella chimica organica. Tra i suoi allievi e collaboratori si possono annoverare Friedrich Miescher (1844-1895) e il premio Nobel Albrecht Kossel (1853-1927).
Le sue numerose ricerche comprendono studi sul sangue, sull'emoglobina, sul pus, sulla bile, sul latte e sulle urine. Hoppe-Seyler fu il primo scienziato a descrivere lo spettro di assorbimento ottico del pigmento rosso del sangue. Ha anche riconosciuto il legame di ossigeno agli eritrociti in funzione della emoglobina, che a sua volta crea l'ossiemoglobina composto. Hoppe-Seyler è riuscito ad ottenere l'emoglobina in forma cristallina e ha confermato che conteneva ferro.
Hoppe-Seyler effettuato studi sulla clorofilla ed è accreditato per l'isolamento di diverse proteine. È stato anche il primo a purificare la lecitina e stabilirne la sua composizione. Nel 1877 ha fondato il Physiologische Zeitschrift für Chemie ed è stato il suo editore fino alla sua morte nel 1895.

## Opere
- (DE) Anleitung zur pathologisch-chemischen Analyse fur Aerzte und Studirende, Berlin, Hirschwald, 1858.
- (DE) Allgemeine Biologie, Berlin, Hirschwald, 1877.
- (DE) Specielle physiologische Chemie, Berlin, Hirschwald, 1878.
- (DE) Specielle physiologische Chemie, Berlin, Hirschwald, 1879.
- (DE) Specielle physiologische Chemie, Berlin, Hirschwald, 1881.